# Cydippe (Néréide)
Pour les articles homonymes, voir Cydippe.
Dans la mythologie grecque, Cydippe (en grec ancien Ἀσία / Asía) est une Néréide, fille de Nérée et de Doris, citée par Hygin dans sa liste de Néréides.Virgile  évoque également son nom dans son ouvrage Les Géorgiques

## Famille

### Ascendance
Ses parents sont le dieu marin primitif Nérée, surnommé le vieillard de la mer, et l'océanide Doris. Elle est l'une de leur multiples filles, les Néréides, généralement au nombre de cinquante, et a un frère unique, Néritès. Pontos (le Flot) et Gaïa (la Terre) sont ses grands-parents paternels, Océan et Téthys ses grands-parents maternels.

### Descendance
Elle n'a pas d'enfant connu, Virgile précisant même  dans son ouvrage Les Géorgiques qu'elle est encore vierge:
Cydippeque et flava Lycorias, altera virgo,
altera tum primos Lucinae experta labores,
Cydippe et la blonde Lycorias, l’une encore vierge,
l’autre qui pour la première fois avait connu les douleurs de Lucine,

## Évocation moderne

### Musique
- Elle est citée comme « La belle Cydipe » dans la chanson, J'ai croisé les Néréides du groupe breton Tri Yann, dans son album Abysses (2007).

### Biologie
Le genre de genre de cténaires de Cydippe lui doit son nom.